# Agrotis militaris
Agrotis militaris är en fjärilsart som beskrevs av Otto Staudinger 1888. Agrotis militaris ingår i släktet Agrotis och familjen nattflyn. Inga underarter finns listade i Catalogue of Life.